# Prunus domestica subsp. italica
Prunus domestica subsp. italica (sin. P. italica, P. domestica var. italica), la ciruela 'Reina Claudia', es el nombre de una variedad cultivar de ciruela (Prunus domestica). Esta ciruela fue obtenida en Francia (Moissac, Occitania), después del descubrimiento de una ciruela verde en un árbol importado de Asia (Turquía). El ciruelo fue traído a Francisco I por el embajador del reino de Francia a la Puerta Sublime, de Solimán el Magnífico.

## Sinónimos
- "Reine-claude",
- "Greengage",
- "Renekloden",

## Variedades cultivares
Las Reinas Claudia se pueden multiplicar por los huesos con una descendencia bastante uniforme y reproduciendo los caracteres de la planta madre. Entre los cultivares de semilla disponibles se encuentran:
- 'Boddarts Reneclode' (Alemania)
- 'Bryanston' (Reino Unido)
- 'Cambridge Gage' (Reino Unido)
- 'Canerik' (Turquía)
- 'Denniston's Superb' (Estados Unidos)
- 'Gojé Sabz' (Irán)
- 'Yaşıl Alça' o 'Göy Alça'  (Azerbaiyán)
- 'Golden Transparent' (Reino Unido)
- 'Graf Althanns Reneklode' (Alemania)
- 'Green Vanilla' (Monte Pelion, Grecia)
- 'Große Grüne Reneklode' (Alemania)
- 'Laxton's Gage' (Reino Unido)
- 'Transparent Gage' (Francia)
- 'Laxton's Supreme' (Reino Unido)
- 'Meroldts Reneclode' (Alemania)
- 'Rainha Cláudia' (Portugal)
- 'Regina Claudia' (Italia)
- 'Reine Claude de Bavay' (Francia)
- 'Reine Claude d'Oullins' (Francia)
- 'Reine Claude Verte' (Francia)
- 'Uhinks Reneklode' (Alemania)
- 'Washington' (Estados Unidos)

## Historia
El nombre de Reina Claudia es en honor de Claudia de Francia (1499–1524), duquesa de Bretaña, futura reina consorte de Francisco I de Francia (1494–1547). En Francia le decían la bonne reine.
La 'Reina Claudia' (en países anglosajones "Green Gages") supuestamente fueron importados por primera vez en Inglaterra desde Francia en 1724 por "Sir William Gage, 7mo. Baronet", de quien obtienen su nombre en inglés, aunque se encontró una semilla de 'Reina Claudia' incrustada en un edificio del siglo XV en Hereford. Supuestamente, las etiquetas que identifican los ciruelos franceses se perdieron en tránsito hacia la casa de Gage en Hengrave Hall, cerca de Bury St. Edmunds.
Poco después, se cultivaron las 'Reina Claudia' (greengage) en las colonias americanas, incluso se cultivaron en las plantaciones de presidentes estadounidenses como George Washington (1732-1799) y Thomas Jefferson (1743-1826) . Sin embargo, su cultivo en América del Norte ha disminuido significativamente desde el siglo XVIII.

## Características
Los frutos verdes se identifican por su forma oval redonda y su carne de color verde pálido y textura lisa; son, en promedio, más pequeñas que las ciruelas redondas, pero más grandes que las ciruela mirabel (generalmente entre 2 y 4 cm de diámetro). 
La piel varía en color de verde a amarillo, con un "sonrojo" azul claro en algunos cultivares; algunas 'Reina Claudia' como 'Graf Althanns'; son de color rojo-púrpura debido a mestizaje con otras ciruelas. 
Las 'Reina Claudia' se cultivan en áreas templadas y son reconocidas por su rico sabor a confitería. Se consideran una de las mejores ciruelas de postre.

## Cultivo
La 'Reina Claudia' se cultiva en forma de pleno aire. Son muy productivos y dan grandes frutos que hacen que la 'Reina Claudia' sea una de las mejores ciruelas de mesa.
La 'Reina Claudia', como la Mirabel, se reproducen bastante bien simplemente por la siembra de una semilla (después de estratificación)

Ciruelas 'Reina Claudia'
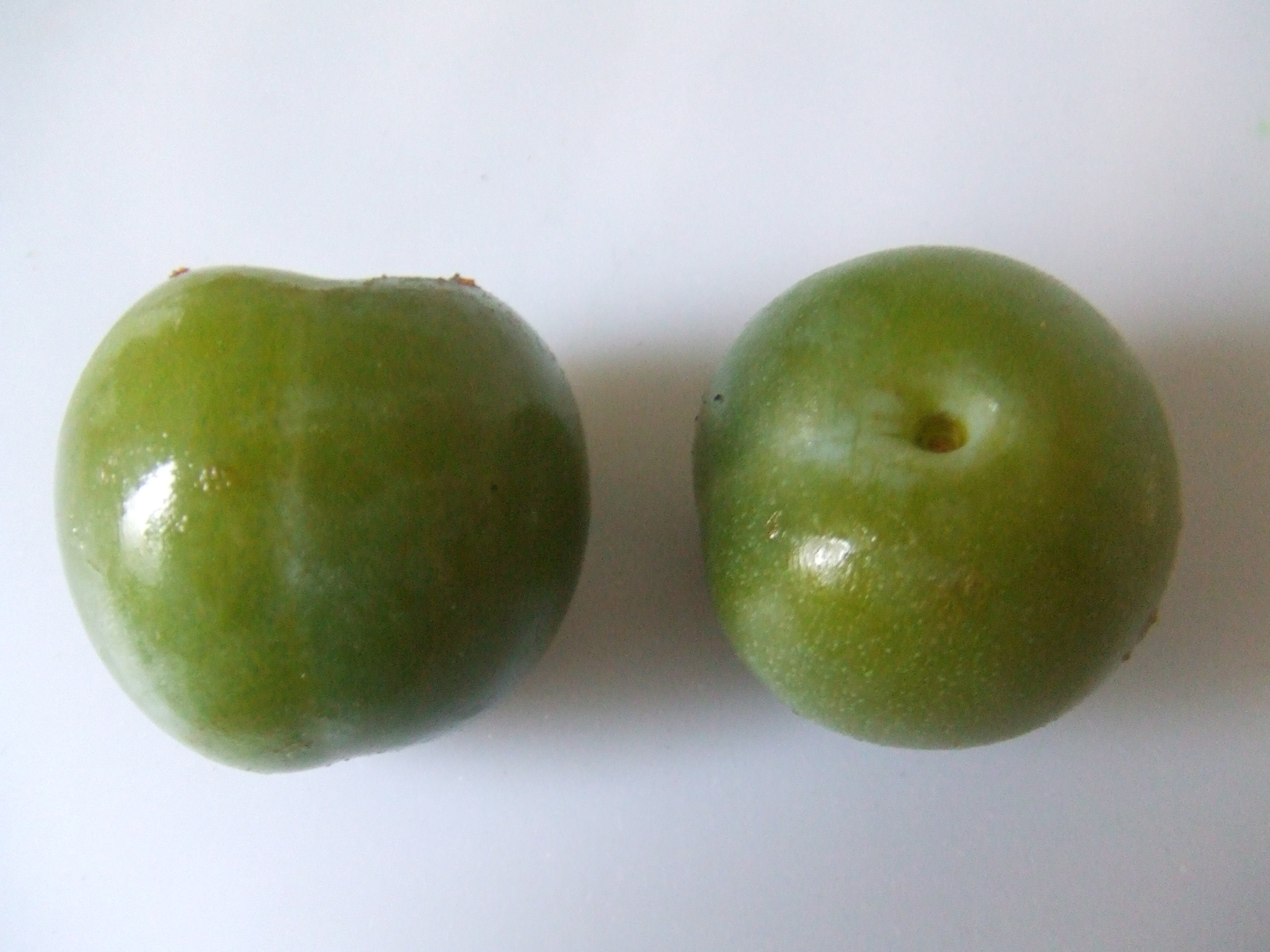
'Reina Claudia' verde.
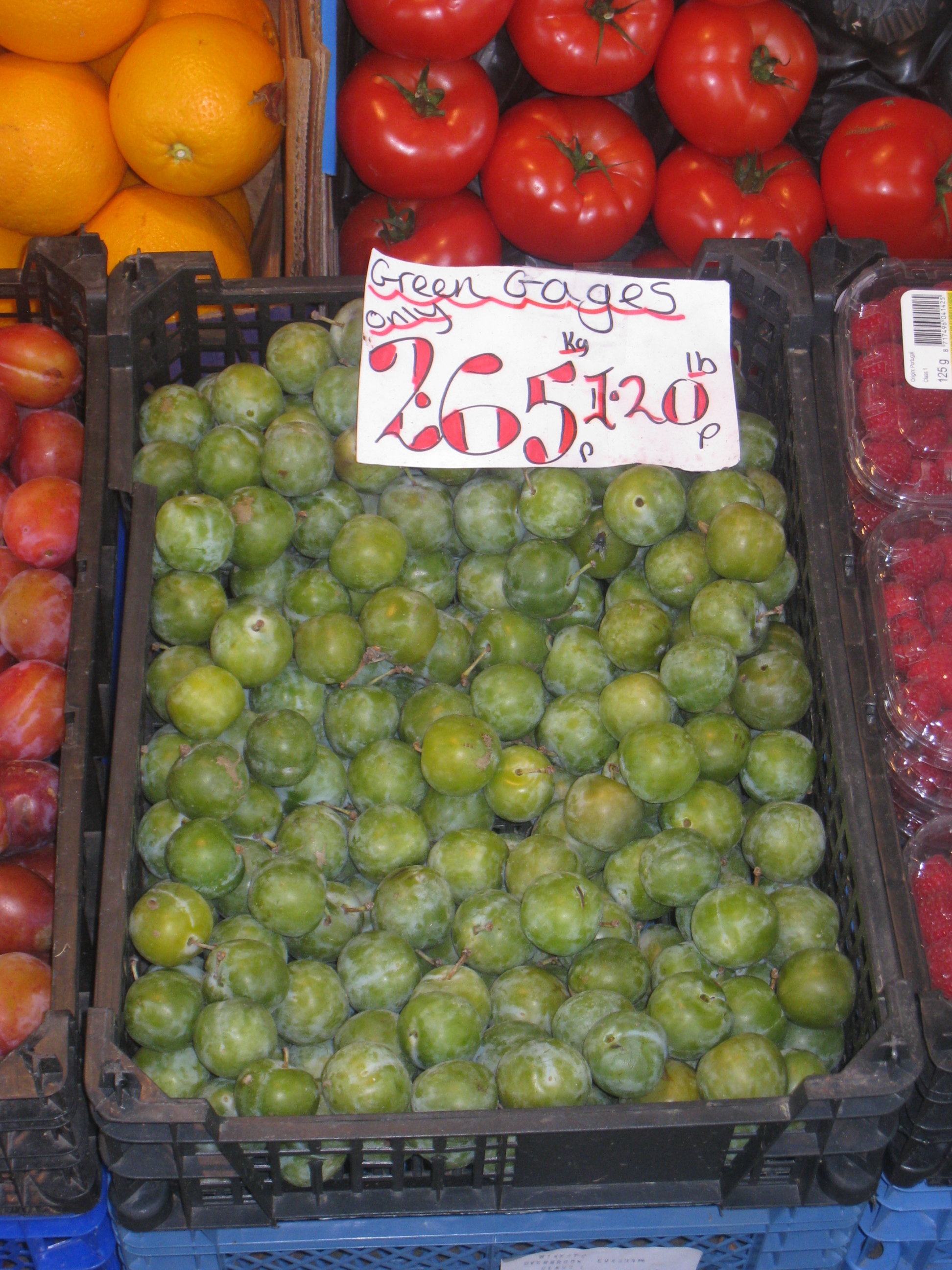
Ciruelas 'Reina Claudia' en el mercado.
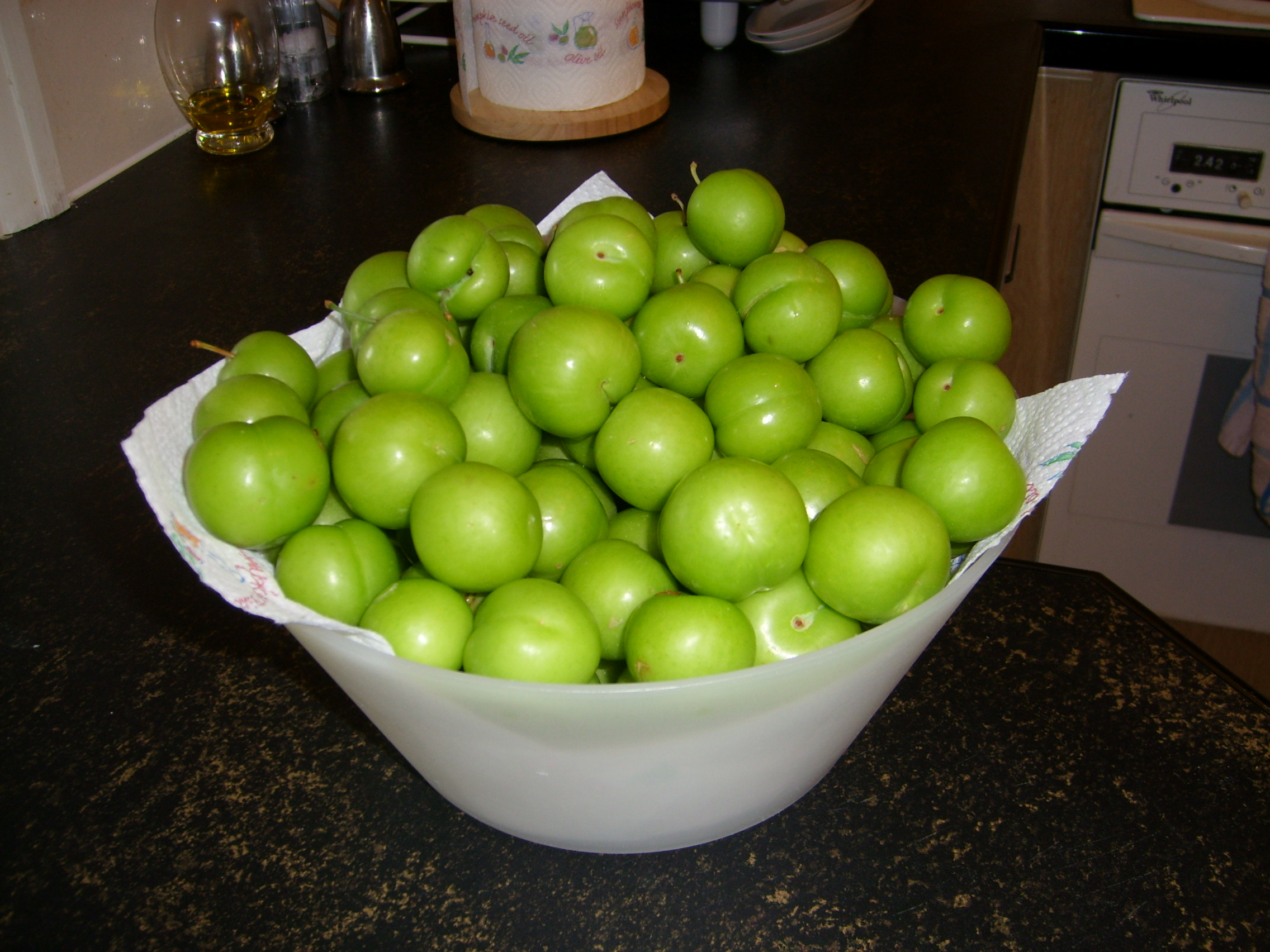
Ciruelas 'Reina Claudia'.